# 市桥二桥
市桥二桥为广州市第二座横跨市桥河南北的桥梁。该桥连接番禺区的市桥街道和桥南街道，该桥是市桥地区往南通往沙田地区(现南沙及番禺桥南街以南的地区)的第二座大桥。于1988年12月建成通车。